# Ghostface Killah
Ghostface Killah, rodným jménem Dennis Coles (* 9. května 1970) je americký rapper. Od roku 1992 působí v hiphopové skupině Wu-Tang Clan, se kterou vydal několik alb; později působil také ve skupině Theodore Unit. Od roku 1996 rovněž vydává nahrávky pod svým jménem; první z nich bylo album Ironman. Rovněž spolupracoval s dalšími umělci, jako byli například J Dilla, MF Doom, Raekwon a Method Man.

## Sólová diskografie
- Ironman (1996)
- Supreme Clientele (2000)
- Bulletproof Wallets (2001)
- The Pretty Toney Album (2004)
- Fishscale (2006)
- More Fish (2006)
- The Big Doe Rehab (2007)
- Ghostdini: Wizard of Poetry in Emerald City (2009)
- Apollo Kids (2010)
- Twelve Reasons to Die (2013)